# Tomás José da Silva
Tomás José da Silva (Angra, 7 de Dezembro de 1779 — Pernambuco, Brasil, 1839) foi um grande negociante, exportador de laranja, e político, membro da vereação da cidade de Angra, nomeado em 1819 para o cargo de Inspector da Agricultura nos Açores, lugar que exerceu até 1823, que se destacou na fase inicial de implantação do liberalismo nos Açores.

## Biografia
Nasceu na freguesia da Sé (Angra do Heroísmo), filho do comerciante João Correia da Silva, originário de São Miguel de Rebordosa, e de sua esposa Ana Inácia Vitorina. Era tio paterno de João Illion e Silva, comerciante no Rio de Janeiro e ofertante do busto de D. Pedro IV existente no salão nobre dos Paços do Concelho de Angra do Heroísmo.
Inicialmente destinado à vida eclesiástica, depois de ter tomado ordens menores decidiu dedicar-se ao comércio, obtendo carta de matrícula como negociante na praça de Angra a 9 de março de 1809. Nesse mesmo ano ingressa na política autárquica, sendo eleito pela vereação como «depositário público» e depois exercendo por dois mandatos as funções de «procurador do concelho» e de «almotacé». Por sua iniciativa e sob a sua direcção foram ladrilhadas algumas ruas, desviada uma grota que corria ao longo da estrada de São Pedro e construído um edifício para o mercado do peixe.
Por Decreto de 12 de julho de 1819, emitido pelo rei D. João VI no Rio de Janeiro, foi nomeado Inspector da Agricultura dos Açores, adido à Junta do Melhoramento da Agricultura então criada junto do Capitão General dos Açores. Para essa Junta desenvolveu alguns estudos sobre a agricultura açoriana, os quais foram depois publicados em Lisboa.
Como comerciante dedicava-se principalmente à exportação de laranja para Inglaterra, sendo na década de 1810 um dos principais exportadores daquele género a partir da ilha Terceira.
Cedo aderiu aos ideais liberais, tendo sido em 1821 um dos fundadores da Sociedade Patriótica Filantropia, um agrupamento de carácter maçónico fundado em Angra. A sua proximidade ao capitão-general Francisco António de Araújo, o grande mentor da Junta do Melhoramento da Agricultura e o aforador dos terrenos do Escampadouro (antigos baldios concelhios localizados na freguesia de São Bartolomeu), seguramente influíram no seu percurso, já que foi um dos principais mentores da tentativa de revolta liberal ocorrida em Angra a 2 de abril de 1821, durante a qual o próprio Francisco António de Araújo seria morto a tiro pelos soldados amotinados. Num atestado justificativo apresentado no Desembargo do Paço, afirma que na ocasião da morte de Araújo se encontrava «junto dele, e na casa da sessão do Governo Constitucional na ocasião em que se rebelou a tropa que ensanguentou a Constituição».
Em consequência daquela revolta liberal fracassada, o capitão-general Francisco de Borja Garção Stockler ordenou a prisão de Tomás José da Silva, que entrou na cadeia de Angra a 10 de abril de 1821 aí permanecendo em rigorosa prisão, como «contemplando-o preso de Estado» até 17 de maio daquele ano.
Após a revolução de 1823 e o restabelecimento do absolutismo, em consequência das lutas civis e da perseguição aos liberais que se segui foi obrigado a emigrar para o Brasil, estabelecendo-se como comerciante por grosso e industrial em Pernambuco, onde faleceu. A sua filha foi educada no Rio de Janeiro, sendo aluna de outro dos exilados liberais terceirenses daquele período, Tibúrcio António Craveiro.

## Obras publicadas
Para além de escritos dispersos, é autor das seguintes obras:
- Reflexões sobre a Agricultura, Indústria e Comércio da Ilha Terceira. Lisboa, Typographia Rollandiana, 1822.
- Refutações aos pareceres dos Ilustres Vereadores e Juízes Opidanos do Concelho de Angra sobre o modo de obstar aos attentados commetidos contra as propriedades afforadas pela Junta do Melhoramento da Agricultura das Ilhas dos Açores.  Lisboa, Typographia Rollandiana, 1822.
- Reflexões sobre a Agricultura, Indústria e Commercio da Ilha Terceira — Por Thomaz Jozé da Silva, Inspector de Agricultura dos Açores (edição fac-similada) in Boletim do Instituto Histórico da Ilha Terceira, vol. 38(1980), pp. 193-220.